# مطار شانغي سنغافورة
مطار شانغي سنغافورة (بالإنجليزية: Singapore Changi Airport)، ويُعرف أيضا باسم مطار شانغي (إياتا: SIN، إيكاو: WSSS)، هُو أكبر مطار دولي للطيران المدني في سنغافورة، كما يُعد من بين أكبر المطارات في آسيا. صُنف المطار لثمان سنوات على التوالي كأفضل مطار في العالم ضمن تصنيف شركة سكايتراكس. كما صُنف المطار أيضا كأنظف المطارات الدولية في العالم. يشتغل داخل المطار أكثر من 100 شركة طيران، حيث تُشغل هذه الشركات رحلات جوية مُباشرة في اتجاه وجهات ومطارات في كُل من آسيا وأفريقيا وأوروبا والشرق الأوسط وأمريكا الشمالية.
يقع المطار في حي شانغي ‏ بالمنطقة الشرقية لسنغافورة، ويبعد بحوالي 24 كـم (15 ميل) شرق وسط العاصمة  سنغافورة، بحيث يمتد على مساحة إجمالية تبلغ 15-كيلومتر-مربع (5.8 ميل2). يُعد المطار مركز عمليات شركات BOC Aviation وخطوط جيتستار آسيا الجوية وسكوت للطيران، إضافة إلى شركة الخطوط الجوية السنغافورية الناقل الوطني لسنغافورة، وفرع الشحن الجوي للتابع لها ‏.
يُعد المطار أيضا محور خطوط جوية لشركات طيران آسيا الماليزية وخطوط كل اليابان الجوية اليابانية وكانتاس الأسترالية، إضافة إلى فرع شركة فيديكس إكسبرس في آسيا.
في 2019، مر عبر مطار شانغي 68.3 مليون مسافر، ليأتي بذلك ضمن الترتيب 18 بين مطارات العالم من حيث حركة المسافرين. تُشغل وتُسير مجموعة مطار شانغي المطار، وهذه المجموعة هي مجموعة تابعة ومملوكة من طرف وزارة المالية السنغافورية.

## البناء

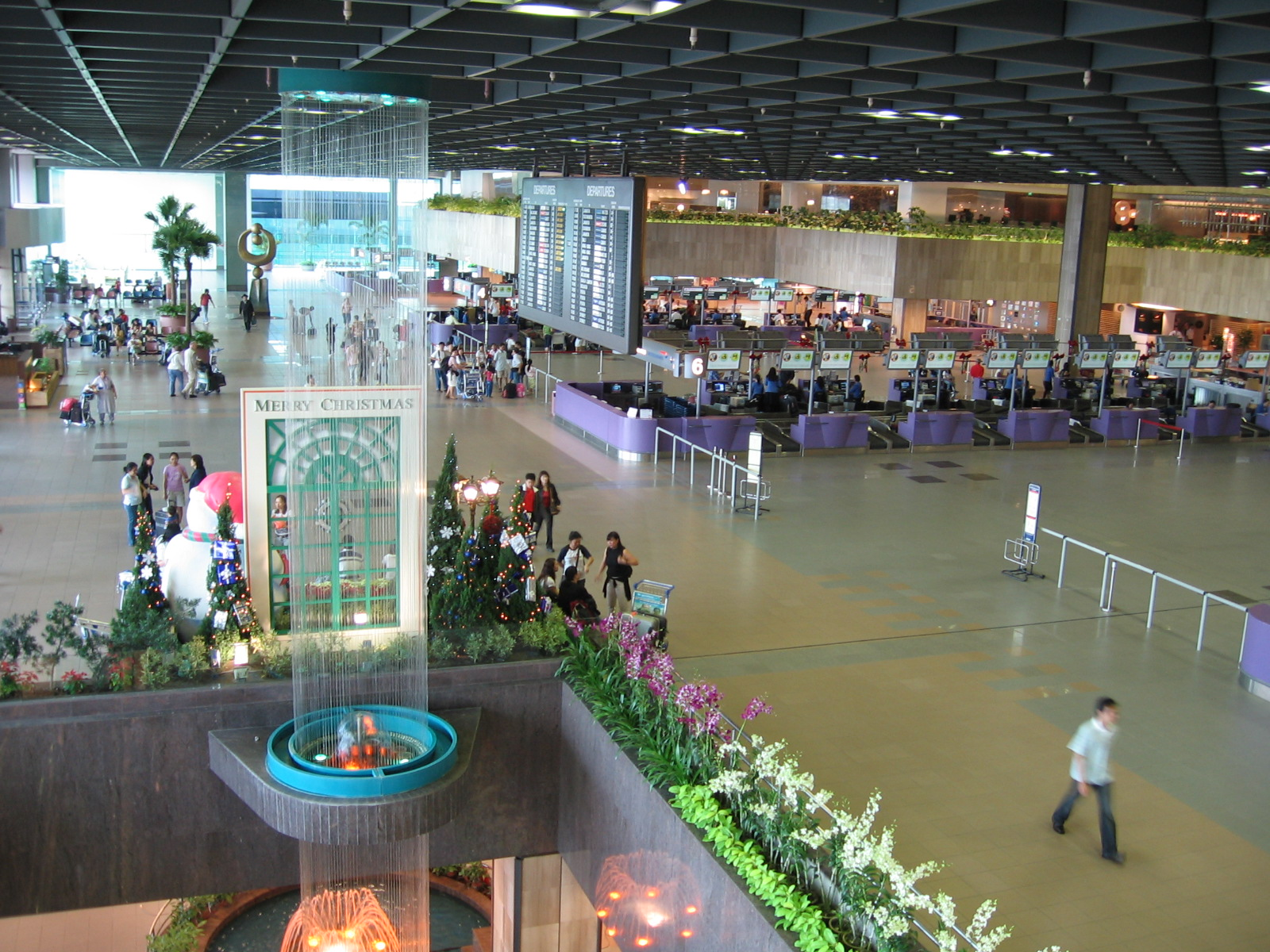
قاعة المغادرة في مبنى الصالة 1

كان واحدا من أكبر المشاريع التنموية المنجزة كمرحلة واحدة في تاريخ سنغافورة. وقادها الرئيس هاو يون تشونغ باستصلاح أكثر من 52000000 متر مربع من الأراضي وأعمال طمر النفايات والبحر التي بدأت في يونيو عام 1975 واكتملت في مايو 1977. واستغلت الفترة من 1977 إلى 1979 لأعمال حفر أساسات مبنى صالة الركاب رقم 1، تم وضع حجر الأساس لمبنى صالة الركاب في أغسطس من 1979.
افتتح المطار في 1 تموز 1981 بأول رحلة تهبط في المطار وهي رحلة الخطوط الجوية السنغافورية رقم 101 في الساعة 0700 التوقيت العالمي مع 140 راكبا من كوالالمبور. وافتتح رسميا بعد خمسة أشهر يوم 29 ديسمبر 1981 من قبل هاو يون تشونغ بعدد 1,200 رحلة جوية منتظمة تربط سنغافورة كل أسبوع إلى 67 مدينة في 43 بلدًا من خلال 34 شركة طيران عاملة. خلال السنة الأولى حقق المطار 8.1 مليون راكب، 193,000 طن من الشحن الجوي ومعالجة 63,100 حركة جوية.

## التوسعات

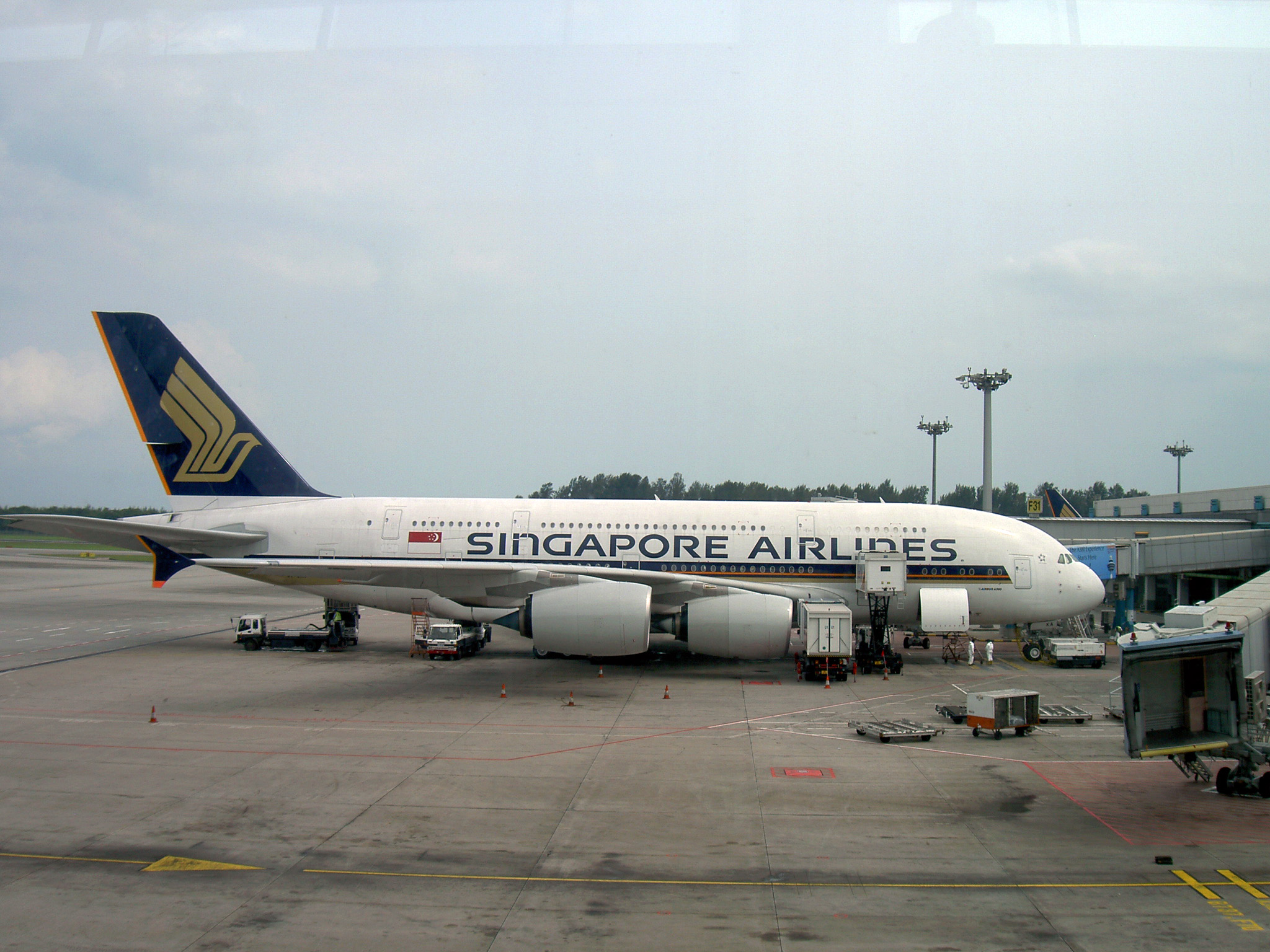
الرحلة التجارية الأولى للخطوط الجوية السنغافورية عبر طائرة ايرباص A380

يطبق المطار سياسة تنموية للسنوات المقبلة على الدوام للمساعدة على تجنب المشاكل الشائعة في ازدحام المطارات الكبرى والمحافظة على معايير الخدمات العالية. في حين أن الخطة الرئيسية الأصلية للمشروع تشمل على مبنيين من مباني صالات الركاب، كانت هناك أحكاما تنص على توسيع مبادرات طويلة الأجل، بما في ذلك تخصيص مساحة لإقامة مبنى لصالة ثالثة كان من المقرر أن تكون مشابهة من المبنى رقم 2. بدأت في عام 1999، بتكلفة تقدر بنحو 1.75 مليار دولار. كان مقررا الانتهاء منه في عام 2006، تم تأجيل الموعد لمدة عامين بعد أزمة الإرهابالعالمية وتأثيرها على الحركة الجوية في المطار. في 30 مايو 2006 تم انجاز المشروع، وخلال الفترة من 12 نوفمبر حتى 3 يناير جرى اختبار أنظمة المطار كنظام مناولة الأمتعة، والفحص وأنظمة المناولة الأرضية. دخلت الصالة في طور التشغيل يوم 9 يناير 2008 مع رحلة شركة طيران سنغافورة (SQ1) من سان فرانسيسكو، كاليفورنيا عن طريق هونغ كونغ كأول رحلة تصل إلى المبنى الجديد. ويزيد القدرة القصوى للركاب سنويا بمقدار 22 مليون، ليصل بذلك إجمالي طاقة المطار السنوية إلى 70 مليون مسافر.
مع الوصول الوشيك لايرباص A380 للمطار، قام المطار بإجراء تعديلات تكلف 60 مليون دولار وهذه تشمل بناء 19 بوابة قادرة على التعامل مع الطائرات الكبيرة، ثمانية منها في الصالة رقم 3، وتوسعة مدرج الطيران، ليصبح أول مطار خارج أوروبا يحقق المتطلبات المطلوبة لهبوط طائرة الإيرباص A380.

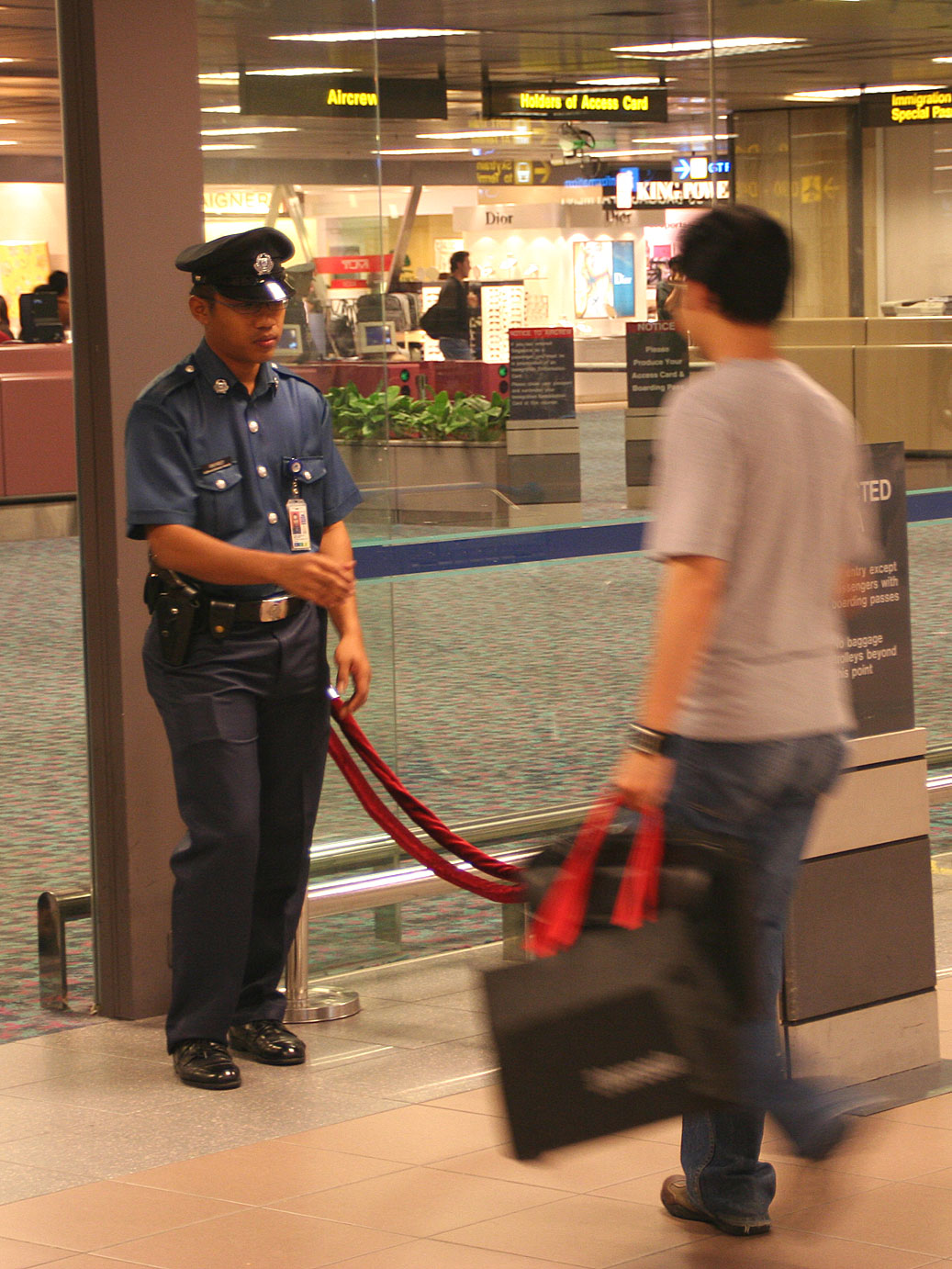
شرطة المطار

| Airlines                 | 1981         | 1990         | 2005/2006            |
| ------------------------ | ------------ | ------------ | -------------------- |
| حركة الركاب              | 8.1 مليون    | 15.6 مليون   | 32.4 مليون (2005)    |
| حركة الشحن               | 193,000 طن   | 623,800 طن   | 1.83 مليون طن (2005) |
| الدول                    | 43           | 53           | 57 (يونيو 2006)      |
| المدن                    | 67           | 111          | >180 (يونيو 2006)    |
| الخطوط الجوية            | 34           | 52           | 82 (يونيو 2006)      |
| الرحلات المجدولة اسبوعيا | تقريبا 1,200 | تقريبا 2,000 | >4,100 (يونيو 2006)  |

## حوادث
- 25 مارس 1991 : اختطفت طائرة الخطوط الجوية السنغافورية رحلة رقم 117 على طائرة ايرباص A310 والتي غادرت من كوالا لمبور، على أيدي أربعة رجال في طريقها إلى سنغافورة. أراد الخاطفين تزويد الطائرة بالوقود حتى يتمكنوا من السفر إلى أستراليا. عندما هبطت الطائرة في سنغافورة، اقتحمت القوات الخاصة الطائرة مما أسفر عن مقتل الخاطفين الاربعة.[21]
- 11 تشرين الأول 2007 : القبض على الفلسطيني أسامة شبلاق متسللا في منطقة عجلات الهبوط في رحلة الخطوط الجوية السنغافورية رقم 119 والقادمة من كوالا لمبور. وترحيله إلى ماليزيا بعد ذلك باسبوع.[22]

## منشآت المطار
بالنظر إلى المساحة المحدودة من الأراضي في سنغافورة، صمم المطار ليحقق الاحتياجات الحالية والمستقبلية للبلاد. وإمكانيات مضاعفة حجم الأراضي المستصلحة.
وشملت المرحلة الأولى من الخطة بناء مبنى لصالات الركاب للركاب، والمدرج الأول، ومنطقة وقوف الطائرات، ومرافق وهياكل الدعم، بما في ذلك حظيرة صيانة كبيرة، ومجمع الشحن الجوي، برج المراقبة. على أن تبدأ المرحلة الثانية مباشرة بعد الانتهاء من المرحلة الأولى وتشمل المدرج الثاني، و23 ساحة اضافية لوقوف الطائرات، وإضافة عدد من مرافق الخدمات المساندة وتوسعة مجمع الشحن.

### برج المراقبة
برج مراقبة الحركة الجوية (برج المراقبة) شيد كجزء من المرحلة الأولى من خطة إعادة تطوير مطار شانغي، بارتفاع 78 متر.

### مدارج الطيران
يتضمن مطار شانغي على مدرجي طيران متوازيين، 02L/20R و02C/20C، بطول 4000 متر. 02L/20R استكمل وافتتح في عام 1981 كجزء من المرحلة الأولى..المدرج 02C/20C أو ما كان يعرف سابقا ب 02R/20L، بني بالكامل على الأراضي المستصلحة من المطار وافتتح مع المرحلة الثانية من خطة المطار، وجهز بصرف النظر عن 02L/20R. بأجهزة لنظام توجيه هبوط للطائرات في جميع الظروف الجوية.
المدرج الجديد المواز 02R/20L (المسمى 01/19 عندما افتتح في عام 2004) إلى الشرق من 02C/20C، ويستخدم حاليا فقط من قبل سلاح الطيران السنغافوري كجزء من قاعدة شانغي الجوية العسكرية (شرق).

### مباني صالات الركاب
يحتوي المطار على خمس صالات للركاب الصالة رقم 1 و2 و3 وجميعها متصلة عبر خدمات عربات القطار وحافلات نقل الركاب. بالإضافة إلى صالة الطيران الاقتصادي في الجهة الجنوبية من المطار ويتم تسيير ونقل الركاب إليها بواسطة الحافلات المجانية، وصالة جت كواي للخدمة الخاصة وتقع بجانب مبنى صالة الركاب رقم 2 وبها تتم خدمة الركاب الراغبين بالخدمات الخاصة والمميزة.

#### صالة الركاب رقم 1

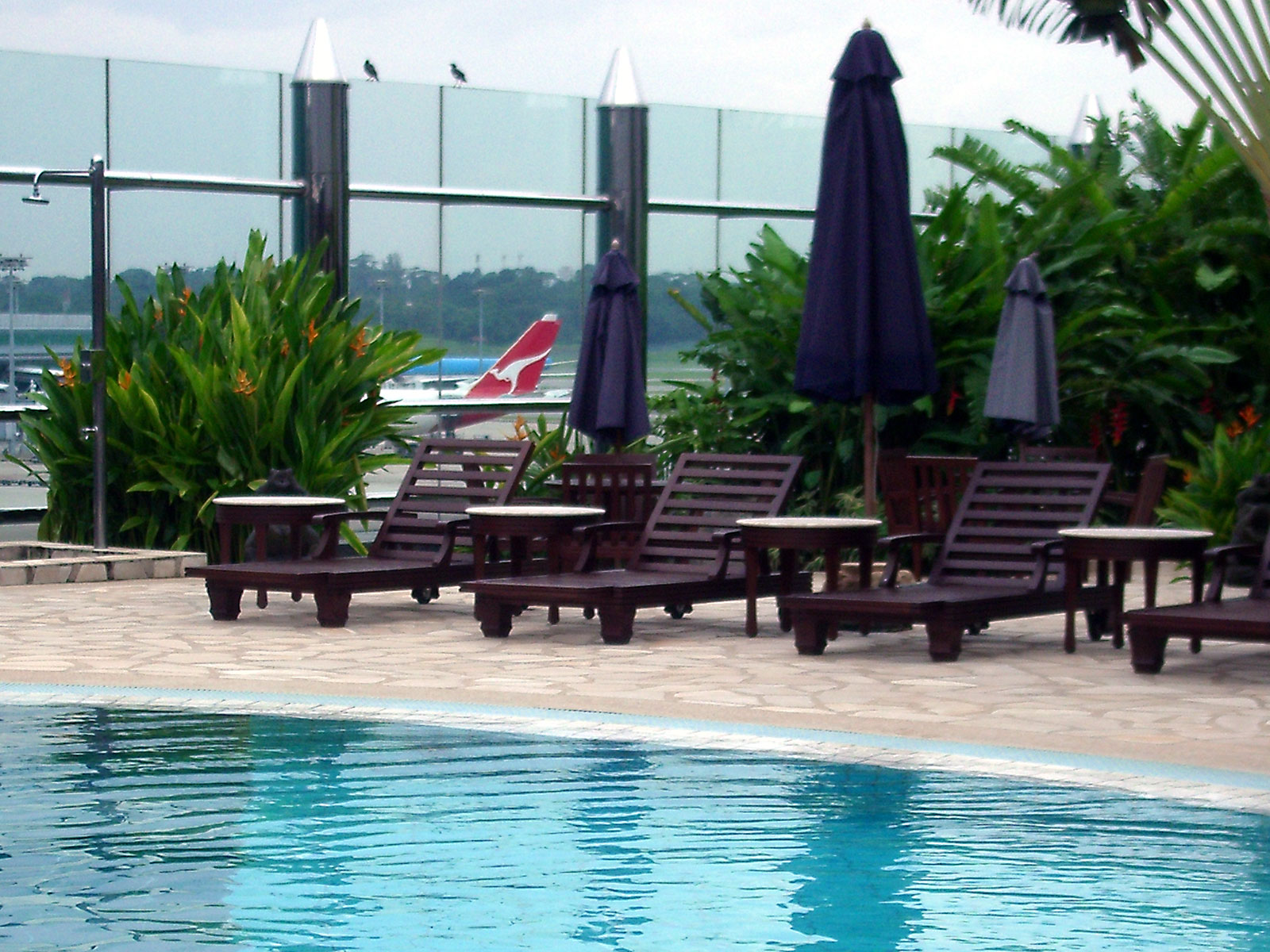
حمام سباحة داخل منطقة العبور من المبنى رقم 1

صالة الركاب الأولى والرئيسية في المطار على مساحة 280 ألف متر مربع وتبلغ طاقتها الاستيعابية 21 مليون مسافر سنويا.وكانت هي الوحيدة في المطار حتى افتتاح مبنى صالة الركاب رقم 2 بعد تسع سنوات من افتتاح المطار عام 1981، صممت على شكل (حرف H باللاتينية) لزيادة فرص إضافة جسور هوائية مستقبلا. تم إجراء أعمال الصيانة والتحسينات الرئيسية للصالة في مرتين إثنتين بإضافة 14 جسرا هوائيا.

#### صالة الركاب رقم 2

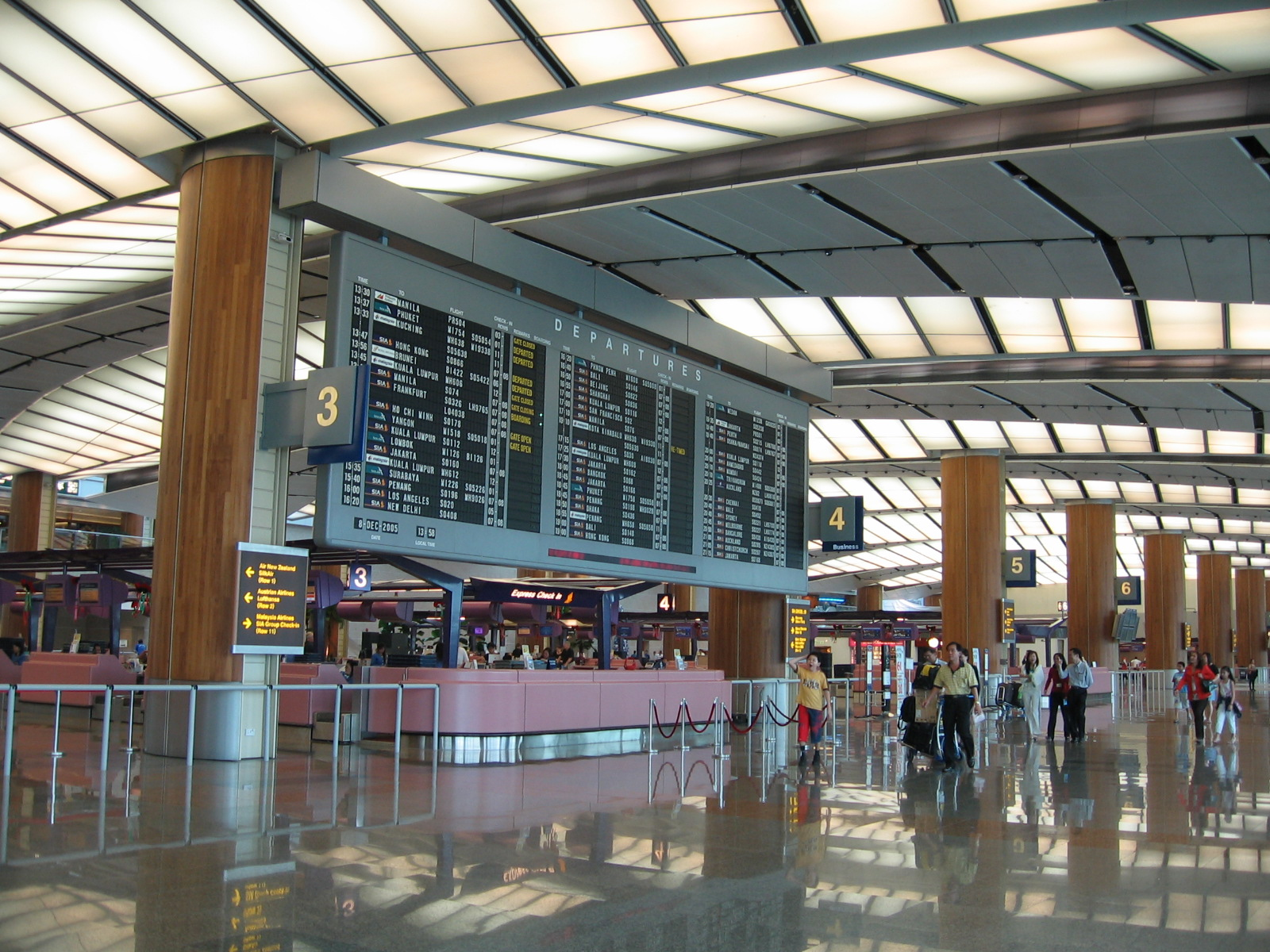
قاعة المغادرة من المبنى رقم 2

افتتحت في 22 نوفمبر 1990 كجزء من المرحلة الثانية من المخطط الأصلي المطار. وشهدت تدشين شبكة عربات القطار للنقل بين الصالتين (سكاي ترين). انتقلت جميع رحلات الخطوط الجوية السنغافورية وشركة سيلك اير إليها بمجرد الافتتاح جنبا إلى جنب مع العديد من شركات الطيران في جنوب شرق آسيا بما في ذلك الخطوط الجوية الماليزية، الخطوط الجوية الفلبينية وخطوط رويال بروناي الجوية. انضم اليهم عدد من شركات الطيران، وبعضها متحالف مع الخطوط الجوية السنغافورية، كخطوط لوفتهانزا، وأعضاء تحالف ستار. والخطوط الجوية الفرنسية قبل أن تعود إلى الصالة رقم 1.
تنقسم الصالة إلى أربعة أقسام وتحوي صالة لعروض الأفلام السينمائية بالإضافة إلى عدد من المطاعم، وكذلك عدد لا يحصى من المحلات التجارية. وتحوي أيضا حديقة داخلية مغطاة.

#### صالة الركاب رقم 3

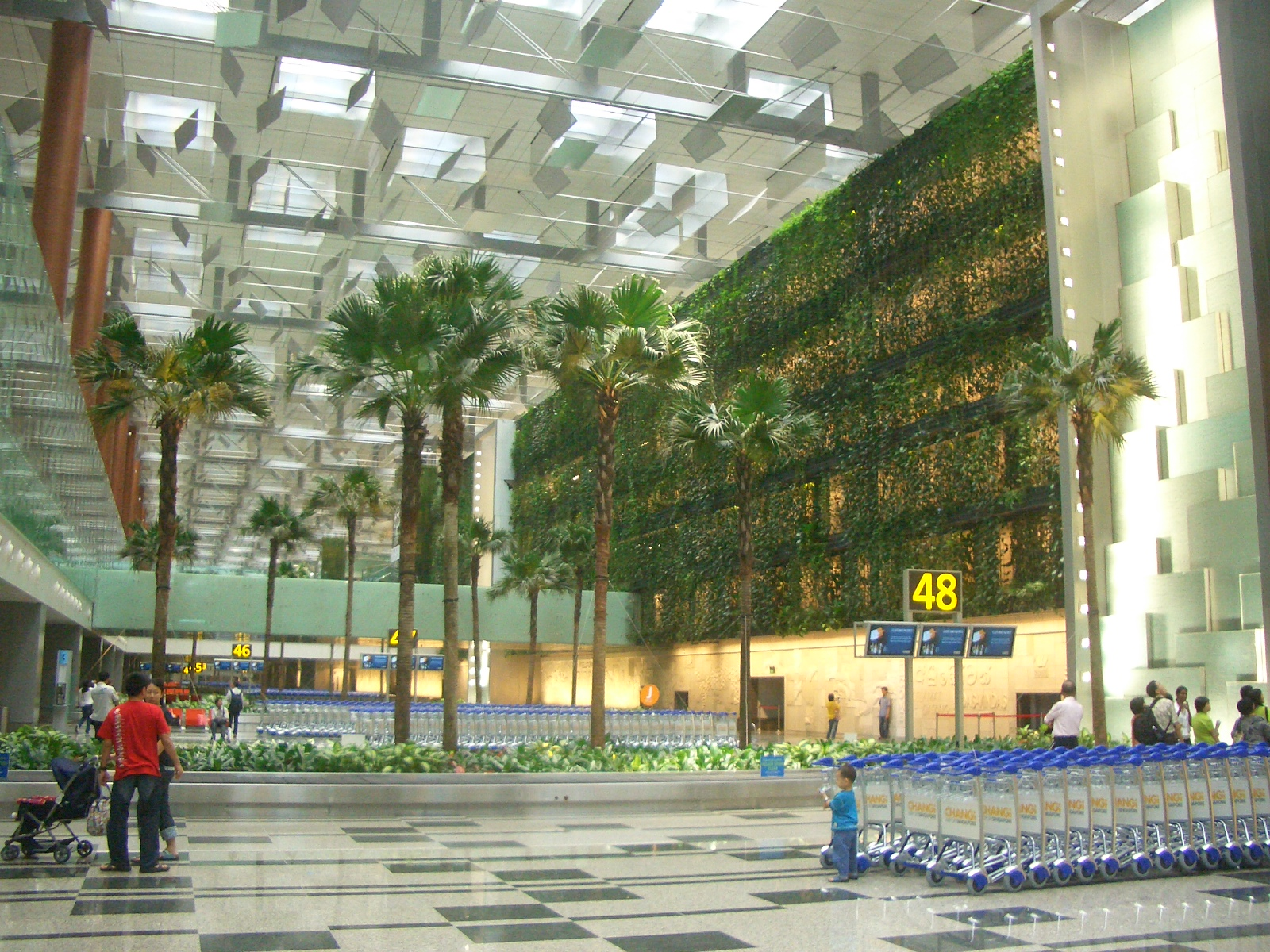
منطقة استلام الأمتعة

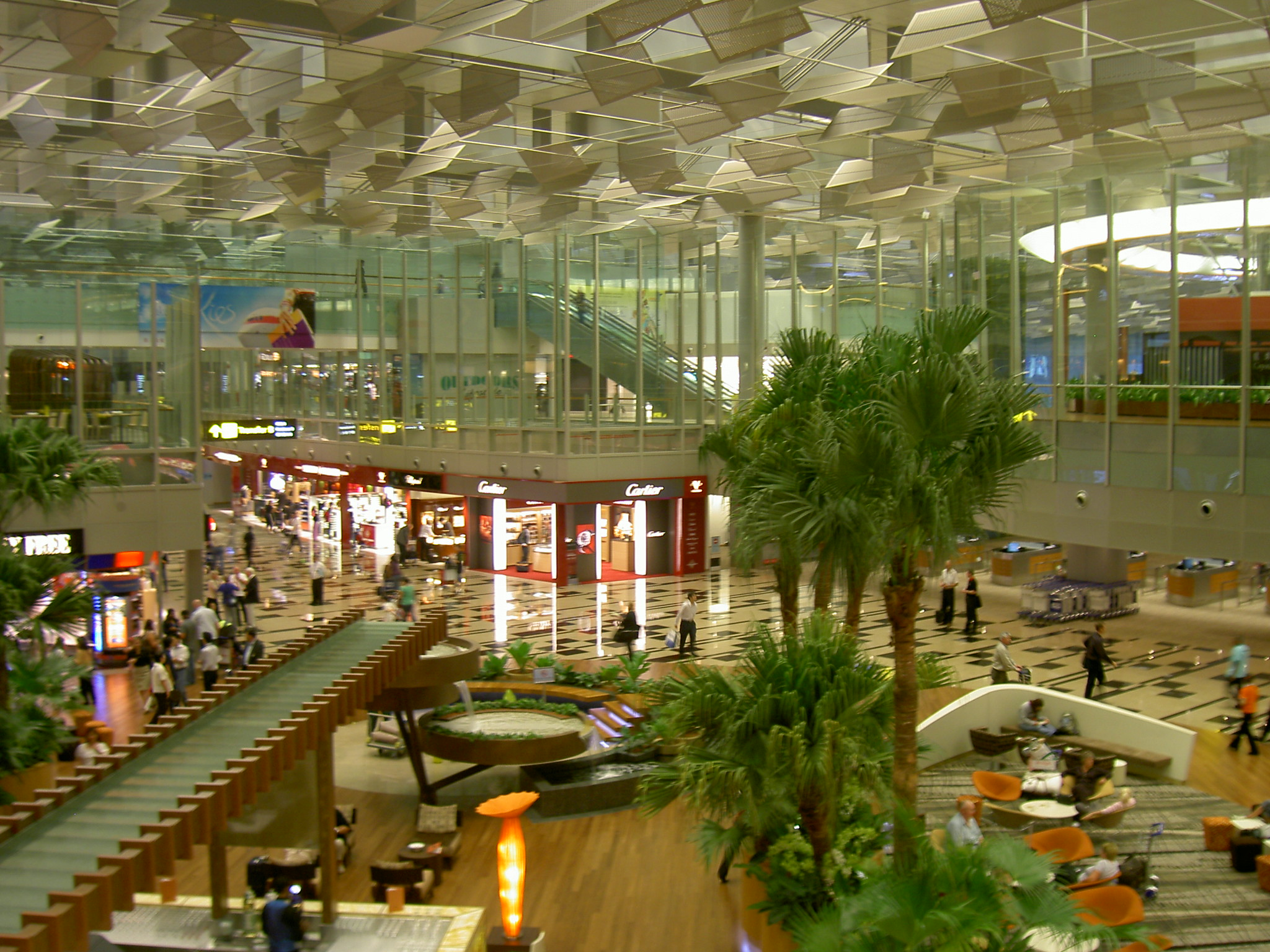
المنطقة المفتوحة في الصالة رقم 3

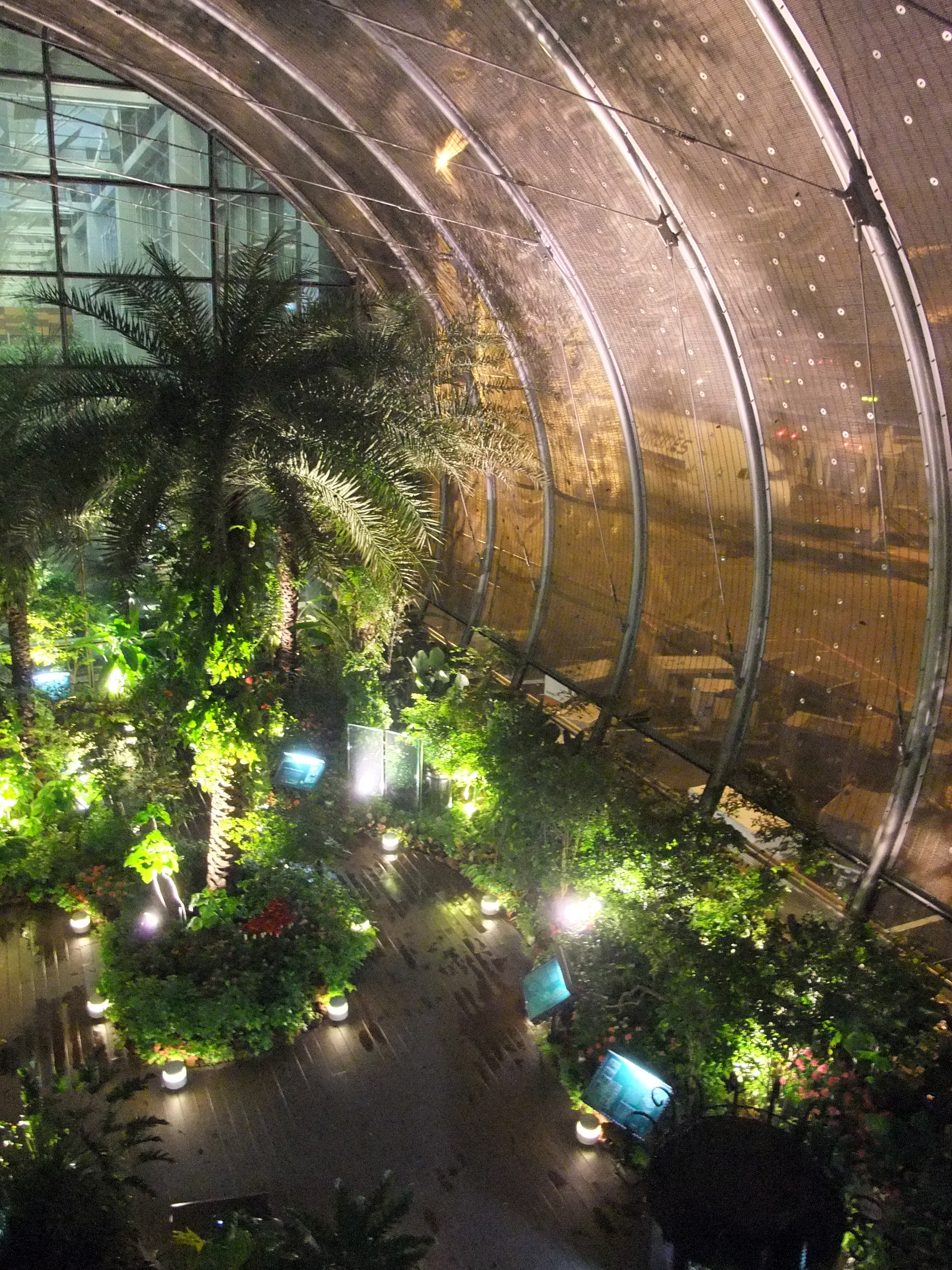
حديقة الفراشات في الصالة رقم 3

بدأ التشغيل يوم 9 يناير 2008،  مما زاد القدرة الاستيعابية السنوية للمطار بمقدار 22 مليون. ويحوي على 28 بوابة بالجسر الهوائي، مع ثمانية قادرة على التعامل مع ايرباص A380.
صممت الصالة على نحو حديث باستخدام الزجاج والتركيز على المناطق المفتوحة وتم تعزيزها بالميزات الطبيعية كالحدائق والنباتات الاستوائية لتعزيز الشعور بالحداثة والطبيعة.
ومن المقرر ان يستخدم المبنى من قبل خطوط الجوية أعضاء تحالف ستار، والذي يتضمن الخطوط الجوية السنغافورية، والتي ستنتقل إليها تباعا.

#### صالة الركاب رقم 4
تعمل وزارة النقل السنغافورية حاليا على وضع مخطط عام للمبنى رقم 4. وتشير تقديرات خبراء الطيران انها ستبنى في السنوات ال 10 إلى ال 15 المقبلة، رغم أن الحكومة لم تكشف عن أي تفاصيل أخرى عن المشروع.

#### صالة جت كواي
صالة جت كواي (JetQuay) تم تحويل صالة كبار الشخصيات السابقة والتي كانت تستخدم لاستقبال مع كبار الشخصيات الأجنبية. إلى صالة لخدمة المساقرين والذين يرغبون بخدمة خاصة تتسم بالرفاهية.ويمكن أن تستخدم الآن من قبل أي مسافرين في أي فئة، وعلى أي شركة طيران، ومن خلال أي من صالات الركاب (2، 1، أو 3). ومن خلالها يوفر القطاع الخاص خدمة انهاء اجراءات السفر وفحص ومناولة الأمتعة، وخدمات التخليص والهجرة.

#### الصالة الاقنصادية
تم افتتاح الصالة من اجل تحقيق رغبات المسافرين والشركات الذين يرغبون بخدمات منخفضة التكاليف وتشمل تخفيض رسوم وقوف الطائرات والضرائب المعفاة. كما أن تصميم صالة الركاب بسيط خال من البهرجة، وبذلك تم الاستغناء عن بعض الخدمات كعربات النقل الكهربائية للركاب بالإضافة الاستغناء عن بوابات السفر بالجسور الهوائية. وتوفير عربات لتقديم الأطعمة والوجبات بالإضافة إلى عدد من محال السوق الحرة.

## شركات الطيران والجهات

### الركاب
| شركـات طيـران                              | الوجهات |
| ------------------------------------------ | --- |
| Aero Dili                                  | Dili |
| طيران كندا                                 | مطار فانكوفر الدولي |
| طيران الصين                                | مطار بكين العاصمة الدولي، مطار تشنغدو تيانفو الدولي، مطار تشونغتشينغ جيانغبى الدولي، مطار شانغهاي بودنغ الدولي |
| الخطوط الجوية الفرنسية                     | مطار باريس شارل ديغول |
| طيران الهند                                | مطار كيمبيغودا الدولي، مطار تشيناي الدولي، مطار أنديرا غاندي الدولي، مطار تشاتراباتي شيفاجي الدولي، مطار بوني الدولي (تبدأ في 12 نوفمبر 2024) |
| طيران الهند إكسبريس                        | مطار تشيناي الدولي، مطار مدورئي الدولي ‏، مطار تيروتشيرابالي الدولي |
| Air Japan                                  | مطار ناريتا الدولي |
| طيران ماكاو                                | مطار ماكاو الدولي |
| طيران نيوزيلندا                            | مطار أوكلاند الدولي |
| Air Niugini                                | مطار جاكسونز الدولي |
| Air Timor                                  | عارض: Dili |
| طيران آسيا                                 | Ipoh، مطار كوتا كينابالو الدولي، مطار كوالالمبور الدولي، Kuching، Langkawi، مطار بينانق الدولي |
| AirAsia Cambodia                           | Siem Reap (تبدأ في 9 نوفمبر 2024) |
| إيركالين                                   | مطار لا تونتوتا الدولي |
| Alii Palau Airlines operated by طيران دروك | مطار ميتشيل رومان الدولي |
| خطوط كل اليابان الجوية                     | مطار طوكيو هانيدا الدولي، مطار ناريتا الدولي |
| خطوط آسيانا الجوية                         | مطار إنتشون الدولي |
| طيران بانكوك                               | مطار ساموي |
| Batik Air                                  | مطار نغوراه راي الدولي، مطار سوكارنو هاتا الدولي، مطار كوالانامو الدولي |
| باتيك إير ماليزيا                          | مطار كوالالمبور الدولي |
| خطوط بيمان بنغلاديش الجوية                 | مطار شاه جلال الدولي |
| الخطوط الجوية البريطانية                   | مطار لندن هيثرو، مطار سيدني |
| Cambodia Airways                           | مطار بنوم بنه الدولي، مطار سانيا فينيكس الدولي |
| كاثي باسيفيك                               | مطار سوفارنابومي الدولي، مطار هونغ كونغ الدولي |
| سيبو باسيفيك                               | مطار ماكتان سيبو الدولي، مطار كلارك الدولي، مطار إيلويلو الدولي (تستأنف في 26 نوفمبر 2024)، مطار نينوي أكوينو الدولي |
| الخطوط الجوية الصينية                      | مطار كاوهسيونغ الدولي، مطار تايوان تاويوان الدولي |
| خطوط شرق الصين الجوية                      | مطار بكين داشينغ الدولي، مطار تشانغشا هوانغوا الدولي، مطار هانغتشو شياوشان الدولي، مطار حيفي شينكياو الدولي، مطار نانجينغ الدولي، مطار سانيا فينيكس الدولي، مطار شانغهاي بودنغ الدولي، مطار ووهان تيانهي الدولي |
| خطوط جنوب الصين الجوية                     | مطار قوانغتشو باييون الدولي، مطار شينزين باوان الدولي |
| Chongqing Airlines                         | مطار تشونغتشينغ جيانغبى الدولي |
| سيتي لينك                                  | مطار سوكارنو هاتا الدولي |
| طيران دروك                                 | Guwahati، مطار بارو الدولي |
| طيران الإمارات                             | مطار دبي الدولي، مطار ملبورن الدولي، مطار بنوم بنه الدولي |
| الخطوط الجوية الإثيوبية                    | مطار أديس أبابا بولي الدولي، مطار كوالالمبور الدولي |
| الاتحاد للطيران                            | مطار زايد الدولي |
| إيفا للطيران                               | مطار تايوان تاويوان الدولي |
| خطوط فيجي الجوية                           | مطار نادي الدولي |
| فين إير                                    | مطار هلسنكي فانتا |
| Firefly                                    | مطار بينانق الدولي |
| غارودا إندونيسيا                           | مطار نغوراه راي الدولي، مطار سوكارنو هاتا الدولي، مطار جواندا الدولي |
| طيران الخليج                               | مطار البحرين الدولي |
| طيران جي إكس                               | مطار ليني شوبولينغ، مطار نانينغ وشو الدولي |
| خطوط هاينان الجوية                         | مطار هايكو ميلان الدولي |
| خطوط إنديقو                                | مطار كيمبيغودا الدولي، Bhubaneswar، مطار تشيناي الدولي، مطار كويمباتور الدولي (تبدأ في 28 أكتوبر 2024)، مطار أنديرا غاندي الدولي، مطار راجيف غاندي الدولي، مطار نيتاجي سوبهاس شاندرا بوس الدولي، مطار تشاتراباتي شيفاجي الدولي، مطار تيروتشيرابالي الدولي |
| طيران آسيا (إندونيسيا)                     | مطار نغوراه راي الدولي، مطار سوكارنو هاتا الدولي |
| الخطوط الجوية اليابانية                    | مطار طوكيو هانيدا الدولي، مطار ناريتا الدولي |
| Jeju Air                                   | Busan |
| خطوط جيت ستار الجوية                       | مطار ملبورن الدولي، مطار بيرث |
| خطوط جيتستار آسيا الجوية                   | مطار سوفارنابومي الدولي، مطار كلارك الدولي، مطار باندارنيك الدولي (تستأنف في 21 نوفمبر 2024)، مطار نغوراه راي الدولي، مطار هايكو ميلان الدولي، مطار سوكارنو هاتا الدولي، مطار كرابي، مطار كوالالمبور الدولي، مطار نينوي أكوينو الدولي، مطار كوالانامو الدولي (تستأنف في 1 نوفمبر 2024)، Naha، مطار كانساي الدولي، مطار بينانق الدولي، Phuket، مطار جواندا الدولي، مطار سنن شوفانغ الدولي موسمي: Broome |
| خطوط جونياو الجوية                         | مطار شانغهاي بودنغ الدولي |
| الخطوط الجوية الملكية الهولندية            | مطار سخيبول أمستردام، مطار نغوراه راي الدولي |
| كوريا للطيران                              | مطار إنتشون الدولي |
| لوفتهانزا                                  | مطار فرانكفورت، مطار ميونخ الدولي |
| الخطوط الجوية الماليزية                    | مطار كوالالمبور الدولي |
| Myanmar Airways International              | Yangon |
| Myanmar National Airlines                  | Yangon |
| Peach                                      | مطار كانساي الدولي (تبدأ في 5ديسمبر 2024) |
| الخطوط الجوية الفلبينية                    | مطار نينوي أكوينو الدولي |
| كانتاس                                     | مطار بريزبان، مطار لندن هيثرو، مطار ملبورن الدولي، مطار بيرث، مطار سيدني |
| كانتاس لانك                                | Darwin (تبدأ في 30 مارس 2025) |
| الخطوط الجوية القطرية                      | مطار حمد الدولي |
| خطوط بروناي الملكية الجوية                 | مطار بروناي الدولي |
| الخطوط السعودية                            | مطار الملك عبد العزيز الدولي |
| سكوت للطيران                               | Amritsar، مطار أثينا الدولي، Balikpapan، مطار كيرتاجاتي الدولي، مطار سوفارنابومي الدولي، مطار برلين براندنبرغ، مطار ماكتان سيبو الدولي، مطار تشانغشا هوانغوا الدولي، مطار تشيناي الدولي، مطار تشيانغ مي، مطار كلارك الدولي، مطار كويمباتور الدولي، مطار فرانسيسكو بانجوي الدولي، مطار نغوراه راي الدولي، مطار فوتشو تشانغله الدولي، مطار قوانغتشو باييون الدولي، مطار هايكو ميلان الدولي، مطار هانغتشو شياوشان الدولي، مطار نوي باي الدولي، Hat Yai، مطار تان سون نهات الدولي، مطار هونغ كونغ الدولي، Ipoh، مطار سوكارنو هاتا الدولي، مطار الملك عبد العزيز الدولي، مطار جيجو الدولي، مطار جينان الدولي، مطار ساموي، مطار كوتا كينابالو الدولي، مطار كرابي، مطار كوالالمبور الدولي، Kuala Lumpur–Subang، Kuantan، Kuching، مطار كونمينغ جانغشوي الدولي، Langkawi، Lombok، مطار ماكاو الدولي، Makassar، Malacca، مطار سام راتولانجي الدولي ‏، مطار نينوي أكوينو الدولي، مطار ملبورن الدولي، Miri، مطار نانتشانغ تشانغبى الدولي، مطار نانجينغ الدولي، مطار نانينغ وشو الدولي، مطار كانساي الدولي، Pekanbaru، مطار بينانق الدولي، مطار بيرث، Phuket، مطار غينغادو جياودونغ الدولي، Sapporo–Chitose، مطار إنتشون الدولي، مطار شنيانغ تاوكسيان الدولي، Sibu، مطار جواندا الدولي، مطار سيدني، مطار تايوان تاويوان الدولي، مطار تريفاندروم الدولي، مطار تيانجين الدولي، مطار تيروتشيرابالي الدولي، مطار ناريتا الدولي، مطار واتاي الدولي، مطار فشاكاباتنم ‏، مطار ووهان تيانهي الدولي، مطار شيان شيانيانغ الدولي، Yogyakarta–International، مطار تشنغتشو الدولي |
| خطوط شاندونغ الجوية                        | مطار جينان الدولي |
| خطوط شينزين الجوية                         | مطار شينزين باوان الدولي |
| خطوط سيتشوان الجوية                        | مطار تشنغدو تيانفو الدولي |
| الخطوط الجوية السنغافورية                  | Adelaide، مطار سردار فالابهبهاي باتل الدولي، مطار سخيبول أمستردام، مطار أوكلاند الدولي، مطار بروناي الدولي، مطار سوفارنابومي الدولي، مطار برشلونة الدولي، مطار بكين العاصمة الدولي، مطار بكين داشينغ الدولي (تبدأ في 11 نوفمبر 2024)، مطار كيمبيغودا الدولي، مطار بريزبان، مطار بروكسل الدولي، Busan، Cairns، مطار كيب تاون الدولي، مطار ماكتان سيبو الدولي، مطار تشنغدو تيانفو الدولي، مطار تشيناي الدولي، مطار تشونغتشينغ جيانغبى الدولي، مطار كرايستشيرش الدولي، مطار باندارنيك الدولي، مطار كوبنهاغن، مطار دا نانغ الدولي، Darwin، مطار أنديرا غاندي الدولي، مطار نغوراه راي الدولي، مطار شاه جلال الدولي، مطار دبي الدولي، مطار فرانكفورت، Fukuoka، مطار قوانغتشو باييون الدولي، مطار نوي باي الدولي، مطار تان سون نهات الدولي، مطار هونغ كونغ الدولي، مطار جورج بوش الدولي (تنتهي في 1 أبريل 2025)، مطار راجيف غاندي الدولي، مطار إسطنبول الدولي، مطار سوكارنو هاتا الدولي، مطار أوليفر ريجنالد تامبو، مطار تريبوفان الدولي، مطار كوتشين، مطار نيتاجي سوبهاس شاندرا بوس الدولي، مطار كوالالمبور الدولي، مطار غاتويك، مطار لندن هيثرو، مطار لوس أنجلوس الدولي، مطار فيلانا الدولي، مطار مانشستر، مطار نينوي أكوينو الدولي، مطار كوالانامو الدولي، مطار ملبورن الدولي، مطار مالبينسا، مطار تشاتراباتي شيفاجي الدولي، مطار ميونخ الدولي، مطار تشوبو سنتراير الدولي، مطار نيوآرك ليبرتي الدولي، مطار جون إف كينيدي الدولي، مطار كانساي الدولي، مطار باريس شارل ديغول، مطار بينانق الدولي، مطار بيرث، مطار بنوم بنه الدولي، Phuket، مطار ليوناردو دا فينشي، مطار سان فرانسيسكو الدولي، مطار سياتل تاكوما الدولي، مطار إنتشون الدولي، مطار شانغهاي بودنغ الدولي، مطار شينزين باوان الدولي، Siem Reap، مطار جواندا الدولي، مطار سيدني، مطار تايوان تاويوان الدولي، مطار طوكيو هانيدا الدولي، مطار ناريتا الدولي، مطار شيامن قاوتشي الدولي، Yangon، مطار زيورخ الدولي موسمي: Sapporo–Chitose (تستأنف في 1ديسمبر 2024) |
| سبرينغ (شركة طيران)                        | مطار جييانغ شاوشان، مطار شانغهاي بودنغ الدولي |
| الخطوط الجوية السريلانكية                  | مطار باندارنيك الدولي |
| ستارلوكس للطيران                           | مطار تايوان تاويوان الدولي |
| الخطوط الجوية الدولية السويسرية            | مطار زيورخ الدولي |
| طيران آسيا (تايلاند)                       | مطار دون موينغ، Hat Yai، Phuket |
| الخطوط الجوية الدولية التايلاندية          | مطار سوفارنابومي الدولي |
| Thai Lion Air                              | مطار دون موينغ |
| خطوط تيانجين الجوية                        | مطار قوييانغ لونغدونغابو الدولي (تبدأ في 16 نوفمبر 2024) |
| TransNusa                                  | مطار سوكارنو هاتا الدولي |
| توي للطيران                                | موسمي عارض: مطار برمينغهام، مطار غاتويك، مطار مانشستر |
| الخطوط الجوية التركية                      | مطار إسطنبول الدولي، مطار ملبورن الدولي |
| T'way Air                                  | مطار إنتشون الدولي |
| الخطوط الجوية المتحدة                      | مطار سان فرانسيسكو الدولي |
| يو إس بنغلا للطيران                        | مطار شاه جلال الدولي |
| خطوط فيت جيت                               | مطار دا نانغ الدولي، مطار نوي باي الدولي، مطار تان سون نهات الدولي |
| الخطوط الجوية الفيتنامية                   | مطار نوي باي الدولي، مطار تان سون نهات الدولي |
| فيستارا                                    | مطار أنديرا غاندي الدولي، مطار تشاتراباتي شيفاجي الدولي، مطار بوني الدولي (all end 11 نوفمبر 2024) |
| خطوط زيامن الجوية                          | مطار فوتشو تشانغله الدولي، مطار هانغتشو شياوشان الدولي، مطار جينجيانغ تشيوانتشو، مطار شيامن قاوتشي الدولي |
| Zipair Tokyo                               | مطار ناريتا الدولي |

### الشحن
| شركـات طيـران               | الوجهات |
| --------------------------- | --- |
| AeroLogic                   | مطار البحرين الدولي، مطار سوفارنابومي الدولي، مطار كيمبيغودا الدولي، مطار فرانكفورت، مطار هونغ كونغ الدولي، مطار لايبزيغ هاله |
| Air Atlanta Icelandic       | مطار آل مكتوم الدولي، مطار فرانكفورت، مطار فرانكفورت هان، مطار هونغ كونغ الدولي، مطار أوليفر ريجنالد تامبو، مطار لييج، مطار جومو كينياتا الدولي، مطار إنتشون الدولي |
| طيران هونغ كونغ             | مطار هونغ كونغ الدولي |
| Air Incheon                 | مطار هايكو ميلان الدولي، مطار سانيا فينيكس الدولي (مستقبلي)، مطار إنتشون الدولي |
| Air Premia                  | مطار إنتشون الدولي |
| خطوط كل اليابان الجوية      | مطار ناريتا الدولي |
| Asia Cargo Airlines         | مطار سوفارنابومي الدولي، مطار بيروت رفيق الحريري الدولي، Dili، مطار نوي باي الدولي، مطار تان سون نهات الدولي، مطار سوكارنو هاتا الدولي، مطار كوالالمبور الدولي، مطار ماكاو الدولي، مطار نينوي أكوينو الدولي، مطار زيورخ الدولي |
| خطوط آسيانا الجوية          | مطار نوي باي الدولي، مطار تان سون نهات الدولي، مطار إنتشون الدولي |
| طيران أطلس                  | مطار سخيبول أمستردام، مطار لييج، مطار إنتشون الدولي، مطار ناريتا الدولي، مطار شيامن قاوتشي الدولي |
| كارغولوكس                   | مطار تيد ستيفنز أنكوراج الدولي، مطار سوفارنابومي الدولي، مطار أوهير الدولي، مطار آل مكتوم الدولي، مطار هونغ كونغ الدولي، مطار كوالالمبور الدولي، مطار لوس أنجلوس الدولي، مطار لوكسمبورغ، مطار الملك خالد الدولي، مطار تايوان تاويوان الدولي، مطار تشنغتشو الدولي |
| كاثي باسيفيك                | مطار نوي باي الدولي، مطار هونغ كونغ الدولي، مطار بينانق الدولي، مطار بنوم بنه الدولي |
| الخطوط الجوية الصينية       | مطار سوفارنابومي الدولي، مطار نينوي أكوينو الدولي، مطار بينانق الدولي، مطار تايوان تاويوان الدولي |
| الخطوط الجوية الصينية للشحن | مطار سوفارنابومي الدولي، مطار شانغهاي بودنغ الدولي |
| دي إتش إل للطيران           | Cincinnati، Darwin، مطار هونولولو الدولي، مطار لوس أنجلوس الدولي، مطار ملبورن الدولي، مطار سيدني، مطار تايوان تاويوان الدولي |
| الإمارات للشحن الجوي        | مطار آل مكتوم الدولي، مطار هونغ كونغ الدولي، مطار ملبورن الدولي، مطار سيدني |
| إيفا للطيران                | مطار سوفارنابومي الدولي، مطار بينانق الدولي، مطار تايوان تاويوان الدولي |
| فيديكس إكسبرس               | مطار تيد ستيفنز أنكوراج الدولي، مطار سوفارنابومي الدولي، مطار كلارك الدولي، مطار دبي الدولي، مطار قوانغتشو باييون الدولي، مطار تان سون نهات الدولي، مطار هونغ كونغ الدولي، مطار هونولولو الدولي، مطار إنديانابوليس الدولي، مطار سوكارنو هاتا الدولي، مطار ممفيس الدولي، مطار كانساي الدولي، مطار باريس شارل ديغول، مطار بينانق الدولي، مطار سيدني، مطار تايوان تاويوان الدولي، مطار ناريتا الدولي |
| خطوط هونغ كونغ الجوية       | مطار هونغ كونغ الدولي |
| طيران كاليتا                | مطار البحرين الدولي، Cincinnati، مطار هونغ كونغ الدولي، مطار لوس أنجلوس الدولي، مطار ملبورن الدولي، مطار تشوبو سنتراير الدولي، مطار سيدني |
| K-Mile Air                  | مطار سوفارنابومي الدولي، مطار سوكارنو هاتا الدولي |
| كوريا للطيران               | مطار كوالالمبور الدولي، مطار نينوي أكوينو الدولي، مطار بينانق الدولي، مطار إنتشون الدولي |
| My Indo Airlines            | Balikpapan، مطار بروناي الدولي، مطار هايكو ميلان الدولي، مطار تان سون نهات الدولي، مطار سوكارنو هاتا الدولي، مطار كوالالمبور الدولي، مطار أحمد ياني الدولي، مطار شينزين باوان الدولي، مطار جواندا الدولي |
| MY Jet Xpress Airlines      | مطار كوالالمبور الدولي، مطار بينانق الدولي |
| Nippon Cargo Airlines       | مطار سوفارنابومي الدولي، مطار هونغ كونغ الدولي، مطار ناريتا الدولي |
| Polar Air Cargo             | مطار تيد ستيفنز أنكوراج الدولي، Cincinnati، مطار هونغ كونغ الدولي، مطار تشوبو سنتراير الدولي، مطار إنتشون الدولي، مطار تايوان تاويوان الدولي، مطار ناريتا الدولي |
| الخطوط الجوية القطرية       | مطار حمد الدولي، مطار تان سون نهات الدولي، مطار هونغ كونغ الدولي، مطار ماكاو الدولي، مطار ملبورن الدولي، مطار تشوبو سنتراير الدولي، مطار كانساي الدولي |
| طيران راية                  | Kuala Lumpur–Subang |
| خطوط أس أف الجوية           | مطار هايكو ميلان الدولي، مطار هانغتشو شياوشان الدولي، مطار شينزين باوان الدولي |
| Silk Way West Airlines      | مطار حيدر علييف الدولي، مطار القاهرة الدولي، مطار جاكسونز الدولي |
| Singapore Airlines Cargo    | مطار سخيبول أمستردام، مطار تيد ستيفنز أنكوراج الدولي، مطار أوكلاند الدولي، مطار بكين العاصمة الدولي، مطار كيمبيغودا الدولي، مطار بروكسل الدولي، مطار تشيناي الدولي، مطار تشنغدو تيانفو الدولي، مطار تشونغتشينغ جيانغبى الدولي، مطار دالاس فورت ورث الدولي، مطار أنديرا غاندي الدولي، مطار قوانغتشو باييون الدولي، مطار هونغ كونغ الدولي، مطار أوليفر ريجنالد تامبو، مطار لندن هيثرو، مطار لوس أنجلوس الدولي، مطار ملبورن الدولي، مطار تشاتراباتي شيفاجي الدولي، مطار جومو كينياتا الدولي، مطار شانغهاي بودنغ الدولي، مطار الشارقة الدولي، مطار شينزين باوان الدولي، مطار سيدني، مطار تايوان تاويوان الدولي |
| خطوط سوبارنا الجوية         | مطار شانغهاي بودنغ الدولي، مطار تيانجين الدولي |
| Tasman Cargo Airlines       | مطار ملبورن الدولي |
| خطوط تيانجين الجوية         | مطار نانينغ وشو الدولي، مطار سانيا فينيكس الدولي |
| الخطوط الجوية التركية       | مطار إسطنبول الدولي |
| خطوط يو بي إس الجوية        | مطار تيد ستيفنز أنكوراج الدولي، مطار نوي باي الدولي، مطار هونغ كونغ الدولي، Louisville، مطار بينانق الدولي، مطار إنتشون الدولي، مطار شينزين باوان الدولي، مطار سيدني |
| YTO Cargo Airlines          | مطار هانغتشو شياوشان الدولي، مطار هوايان ليانشوي |

## إحصائيات

### 1989-1980
|          |               |                                                 |                        |                                             |               |                                               |         |
| السنة    | عدد المسافرين | نسبة تغير أعداد المسافرين بالنسبة للسنة الماضية | الشحن الجوي (بالأطنان) | نسبة تغير الشحن الجوي بالنسبة للسنة الماضية | حركة الطائرات | نسبة تغير حركة الطائرات بالنسبة للسنة الماضية | ملاحظات |
| 1980     | 7,294,549     | 0.0                                             | —                      | —                                           | 75,971        | 0.0                                           |         |
| 1981     | 8,152,158     | ▲ 11.7%                                         | —                      | —                                           | 71,365        | ▼ 6.1%                                        |         |
| 1982     | 8,611,812     | ▲ 5.6%                                          | —                      | —                                           | 68,159        | ▼ 4.5%                                        |         |
| 1983     | 8,679,152     | ▲ 0.8%                                          | —                      | —                                           | 67,594        | ▼ 0.8%                                        |         |
| 1984     | 9,465,651     | ▲ 9.1%                                          | —                      | —                                           | 70,674        | ▲ 4.5%                                        |         |
| 1985     | 9,856,830     | ▲ 4.1%                                          | —                      | —                                           | 73,223        | ▲ 3.6%                                        |         |
| 1986     | 10,067,719    | ▲ 2.1%                                          | 352,806                | 0.0                                         | 73,022        | ▼ 0.3%                                        |         |
| 1987     | 11,203,793    | ▲ 11.3%                                         | 419,099                | ▲ 18.8%                                     | 76,276        | ▲ 4.5%                                        |         |
| 1988     | 12,595,286    | ▲ 12.4%                                         | 512,509                | ▲ 22.3%                                     | 82,930        | ▲ 8.7%                                        |         |
| 1989     | 14,136,367    | ▲ 12.3%                                         | 577,610                | ▲ 12.7%                                     | 87,421        | ▲ 5.4%                                        |         |
| المصادر: |               |                                                 |                        |                                             |               |                                               |         |

### 1999-1990
|          |                 |                                                 |                        |                                             |               |                                               |                                |
| السنة    | أعداد المسافرين | نسبة تغير أعداد المسافرين بالنسبة للسنة الماضية | الشحن الجوي (بالأطنان) | نسبة تغير الشحن الجوي بالنسبة للسنة الماضية | حركة الطائرات | نسبة تغير حركة الطائرات بالنسبة للسنة الماضية | ملاحظات                        |
| 1990     | 15,620,758      | ▲ 10.5%                                         | 623,841                | ▲ 8.0%                                      | 97,675        | ▲ 11.7%                                       |                                |
| 1991     | 16,285,039      | ▲ 4.3%                                          | 643,209                | ▲ 3.1%                                      | 108,728       | ▲ 11.3%                                       |                                |
| 1992     | 18,100,155      | ▲ 11.1%                                         | 719,004                | ▲ 11.7%                                     | 125,526       | ▲ 15.4%                                       |                                |
| 1993     | 19,987,214      | ▲ 10.4%                                         | 838,416                | ▲ 16.6%                                     | 136,762       | ▲ 8.9%                                        |                                |
| 1994     | 21,644,677      | ▲ 8.3%                                          | 1,009,764              | ▲ 20.4%                                     | 145,334       | ▲ 6.3%                                        |                                |
| 1995     | 23,196,240      | ▲ 7.2%                                          | 1,105,773              | ▲ 9.5%                                      | 156,334       | ▲ 7.6%                                        |                                |
| 1996     | 24,514,248      | ▲ 5.7%                                          | 1,190,457              | ▲ 7.6%                                      | 166,749       | ▲ 6.7%                                        |                                |
| 1997     | 25,174,344      | ▲ 2.7%                                          | 1,336,254              | ▲ 12.2%                                     | 172,672       | ▲ 3.5%                                        |                                |
| 1998     | 23,803,180      | ▼ 5.4%                                          | 1,283,660              | ▼ 4.0%                                      | 165,242       | ▼ 4.3%                                        | الأزمة المالية الآسيوية (1997) |
| 1999     | 26,064,645      | ▲ 9.5                                           | 1,500,393              | ▲ 16.8                                      | 165,961       | ▲ 0.4                                         |                                |
| المصادر: |                 |                                                 |                        |                                             |               |                                               |                                |

### 2009-2000
|          |                 |                                                 |                        |                                             |               |                                               |                          |
| السنة    | أعداد المسافرين | نسبة تغير أعداد المسافرين بالنسبة للسنة الماضية | الشحن الجوي (بالأطنان) | نسبة تغير الشحن الجوي بالنسبة للسنة الماضية | حركة الطائرات | نسبة تغير حركة الطائرات بالنسبة للسنة الماضية | ملاحظات                  |
| 2000     | 28,618,200      | ▲ 9.8                                           | 1,682,489              | ▲ 12.1                                      | 173,947       | ▲ 4.8                                         |                          |
| 2001     | 28,093,759      | ▼ 1.83                                          | 1,507,062              | ▼ 11.6                                      | 179,359       | ▲ 3.1                                         | هجمات 11 سبتمبر          |
| 2002     | 28,979,344      | ▲ 3.2                                           | 1,637,797              | ▲ 8.7                                       | 174,820       | ▼ 2.5                                         |                          |
| 2003     | 24,664,137      | ▼ 14.9                                          | 1,611,407              | ▼ 1.6                                       | 154,346       | ▼ 11.7                                        | تفشي السارس 2002-2004    |
| 2004     | 30,353,565      | ▲ 23.0                                          | 1,775,092              | ▲ 10.1                                      | 184,932       | ▲ 19.8                                        |                          |
| 2005     | 32,430,856      | ▲ 6.8                                           | 1,833,721              | ▲ 3.3                                       | 204,138       | ▲ 10.3                                        |                          |
| 2006     | 35,033,083      | ▲ 8.0                                           | 1,931,881              | ▲ 5.4                                       | 214,000       | ▲ 4.8                                         |                          |
| 2007     | 36,701,556      | ▲ 4.8                                           | 1,918,159              | ▼ 0.7                                       | 221,000       | ▲ 3.3                                         |                          |
| 2008     | 37,694,824      | ▲ 2.7                                           | 1,883,894              | ▼ 1.8                                       | 232,000       | ▲ 5.0                                         |                          |
| 2009     | 37,203,978      | ▼ 1.3                                           | 1,633,791              | ▼ 15.3                                      | 240,360       | ▲ 3.6                                         | الأزمة المالية 2007–2008 |
| المصادر: |                 |                                                 |                        |                                             |               |                                               |                          |

### 2019-2010
|          |                 |                                                 |                        |                                             |               |                                               |         |
| السنة    | أعداد المسافرين | نسبة تغير أعداد المسافرين بالنسبة للسنة الماضية | الشحن الجوي (بالأطنان) | نسبة تغير الشحن الجوي بالنسبة للسنة الماضية | حركة الطائرات | نسبة تغير حركة الطائرات بالنسبة للسنة الماضية | ملاحظات |
| 2010     | 42,038,777      | ▲ 13.0                                          | 1,813,809              | ▲ 11.0                                      | 263,593       | ▲ 9.7                                         |         |
| 2011     | 46,543,845      | ▲ 10.7                                          | 1,865,252              | ▲ 2.8                                       | 301,711       | ▲ 14.5                                        |         |
| 2012     | 51,181,804      | ▲ 10.0                                          | 1,806,225              | ▼ 3.2                                       | 324,722       | ▲ 7.6                                         |         |
| 2013     | 53,726,087      | ▲ 5.0                                           | 1,850,233              | ▲ 2.4                                       | 343,800       | ▲ 5.9                                         |         |
| 2014     | 54,093,070      | ▲ 0.8                                           | 1,843,799              | ▼ 0.3                                       | 341,386       | ▼ 0.7                                         |         |
| 2015     | 55,448,964      | ▲ 2.5                                           | 1,853,087              | ▲ 0.5                                       | 346,334       | ▲ 1.5                                         |         |
| 2016     | 58,698,039      | ▲ 5.9                                           | 1,969,434              | ▲ 6.3                                       | 360,490       | ▲ 4.1                                         |         |
| 2017     | 62,219,573      | ▲ 6.0                                           | 2,125,226              | ▲ 7.9                                       | 373,201       | ▲ 3.5                                         |         |
| 2018     | 65,600,000      | ▲ 5.5                                           | 2,150,000              | ▲ 1.4                                       | 386,000       | ▲ 3.4                                         |         |
| 2019     | 68,300,000      | ▲ 4.0                                           | 2,010,000              | ▼ 6.5                                       | 382,000       | ▼ 1.0                                         |         |
| المصادر: |                 |                                                 |                        |                                             |               |                                               |         |

### 2022-2020
|          |                 |                                                 |                        |                                             |               |                                               |                    |
| السنة    | أعداد المسافرين | نسبة تغير أعداد المسافرين بالنسبة للسنة الماضية | الشحن الجوي (بالأطنان) | نسبة تغير الشحن الجوي بالنسبة للسنة الماضية | حركة الطائرات | نسبة تغير حركة الطائرات بالنسبة للسنة الماضية | ملاحظات            |
| 2020     | 11,800,000      | ▼ 82.8                                          | 1,540,000              | ▼ 23.3                                      | 125,000       | ▼ 67.2                                        | جائحة فيروس كورونا |
| 2021     | 3,053,000       | ▼ 74.1                                          | 1,947,000              | ▲ 26.1                                      | 109,000       | ▼ 13.2                                        | جائحة فيروس كورونا |
| 2022     | 32,200,000      | ▲ 954.7                                         | 1,850,000              | ▼ 5.0                                       | 219,000       | ▲ 100.9                                       |                    |
| المصادر: |                 |                                                 |                        |                                             |               |                                               |                    |

شاهد source Wikidata query and sources.
يرجع الانخفاض في أرقام سنة 2020 إلى التأثيرات الجانبية التي رافقت تفشي جائحة فيروس كورونا.